# 宾夕法尼亚州立大学工程学院

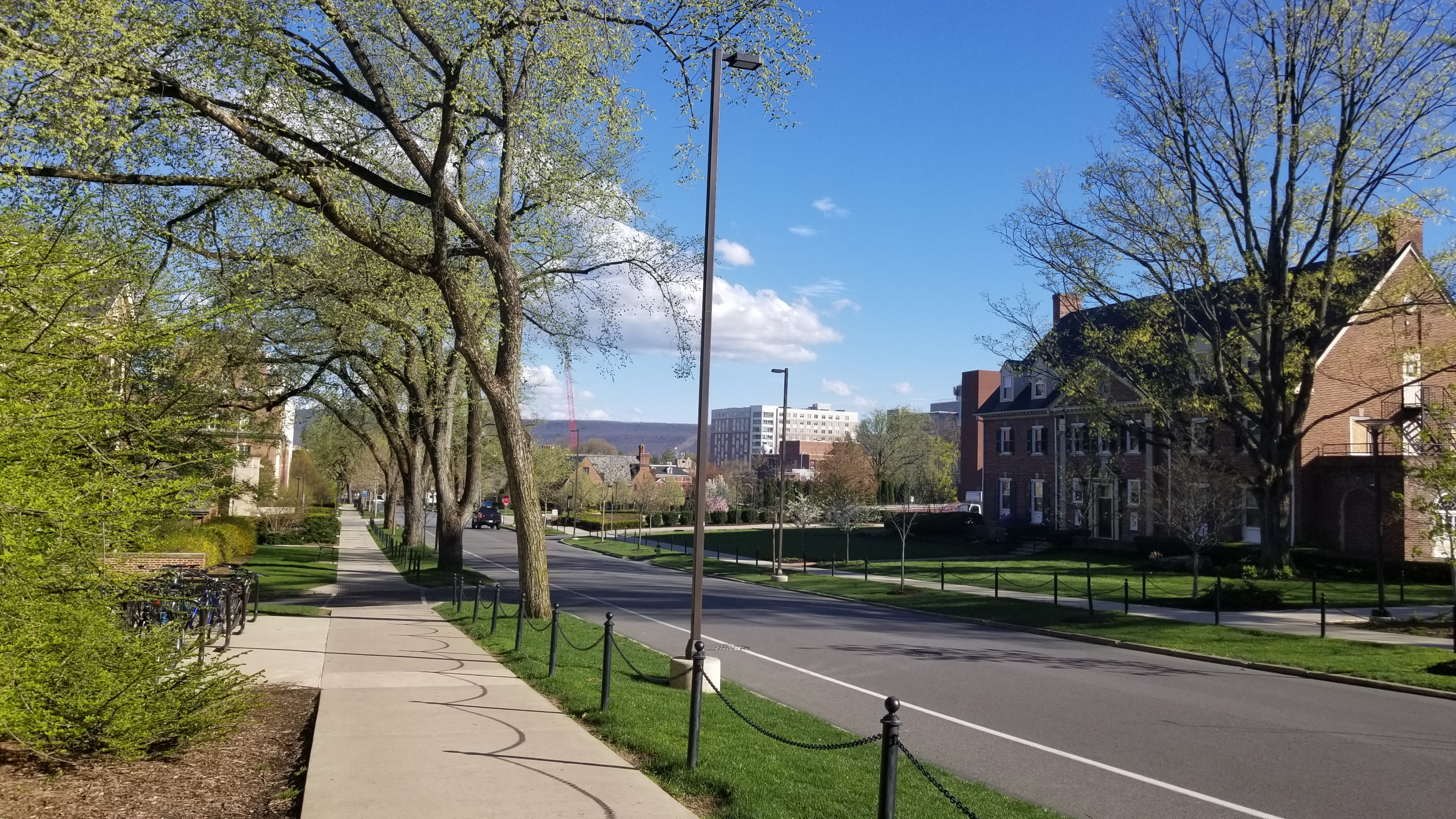
面向州立學院市中心的大學公園圖片，拍攝於 Burrowes Rd 的 Waring Commons 附近。

宾夕法尼亚州立大学工程学院在校长George W. Atherton的领导下，于1896年成立。时至今日，工程学院拥有13个系，超过10,000注册学生，每年科研经费超过1亿美元，是全美顶尖的工程学院之一。据估计，美国每50位工程师中就有一位从宾州州立大学获得学士学位。

## 系所及学术排名
宾州州立大学工程学院在美国新闻和世界报道2014年最佳本科生工程学院排名中位列第19名，在2011年最佳研究生工程学院排名位列第25名。学院有13个可授予学位的系，其中许多学科在全美排名前十。
- 声学（仅授予研究生学位）
- 航空工程 - 本科项目全美排名第10名，研究生项目第12名。[3]
- 农业与生物工程 - 本科项目全美排名第10名，研究生项目第9名。[2]
- 建筑工程
- 生物医学工程[4]
- 化学工程本科项目全美排名第16名，研究生项目第21名。[3]
- 土木与环境工程 - 土木工程本科项目全美排名第14名，研究生项目第19名；环境工程研究生项目排名第16名。[3]
- 计算机科学与工程 - 计算机科学研究生项目全美排名第28名；计算机工程研究生项目全美排名第20名。[3]
- 电气工程 - 研究生项目全美排名第25名。[3]
- 工程科学与力学 - 本科生项目全美排名第6名。[2]
- 工业与制造工程 - 本科生项目全美排名第6名，研究生项目第4名。[2]
- 机械工程与核工程 - 机械工程本科生项目全美排名第13名，研究生项目第16名；核工程研究生项目第5名。[3]
- 工程设计、技术及专业项目学院

- 材料科学与工程系，矿业工程系，石油与天然气工程系，环境系统工程系以及能源工程系设置于地球与矿物科学学院下。[5]

## 学生
工程学院的学生人数巨大，在2009年有9,736名注册学生（本科生8,278名，研究生1,458名），其中女性1,480人，少数族裔545人。第一位从工程学院毕业的女性工程师是来自斯克兰顿的Frances Barbara Hosfeld。她于1921年获得了工业工程学位。
各个专业平均班级人数为25人。此外，希瑞尔荣誉学院中的21%学生来自于工程学院。

## 研究中心
除了在各个学系内研究，工程学院的教授和学生们也通过学科间的研究中心和研究所开展研究活动：
- 应用研究实验室
- 垂直提升飞行器研究中心
- 声学及震动中心
- 计算科学所
- 材料研究所
- 宾州州立大学能源与环境研究所

## 校友
工程学院现有超过81,000名在世校友。宾州州立工程校友会是宾州州立大学中最古老的活跃校友会。

## 历史第一
- 开办于1936年的建筑工程专业是该领域内全美历史最悠久的连续开办的专业。
- 在1923年，Paul Schweitzer教授开办了全美第一批对柴油工程系统研究的专业。
- 在1909年，全美第一个工业工程系及工业工程本科专业在宾州州立建立。
- 在1960年，宾州州立大学开办了全美第一个固态技术课程；在1962年建立了交叉多个学科的材料研究所。
- 在1965年，宾州州立大学航空工程师Barnes W. McCormick领导的一个研究团队第一次测量到全尺寸飞机的尾流。